# Autokracija
Autokracija (starogrč. αυτοκρατία, autos = vlastiti i krateín = vladavina; autokrator: »bezgranični gospodar«) označava, doslovno prevedeno, samo-vlast. Oblik je države i gospodstva, po kome državni poglavar spaja u svojoj ruci zakonodavnu, izvršnu i sudbenu vlast, nije vezan uz sudjelovanje niti uz ustavan nadzor ostalih državnih organa, pa u smislu nauka Machiavellijeva i Hobbesova vlada neograničeno. Njegovo je vladanje autoritarno samovladanje, kakvo se odrazuje u apsolutnoj monarhiji ili u trajnoj diktaturi. Zbog toga se naziv autokracije redovito uzimlje u istom značenju kao i apsolutizam.
Autokracija kao pojam obuhvaća stanoviti monopol jedne osobe ili manje skupine upravljača koja samovoljno upravlja državom. Ako tako upravljana država nastoji i uspijeva ostvariti potpuni nadzor nad društvom, govori se o totalitarizmu, koji je moguć samo u dovoljno industrijaliziranim društvima, gdje se gospodarski i društveni život dovoljno snažno povezuju u mrežu koju državna vlast može učinkovito nadzirati i njome upravljati.

## Odredba i tipologija
Autokracija je politički sustav u kojemu se sva vlast i moć u državi nalaze u rukama jedne osobe (npr. diktatora, autokrata) ili skupine (političke stranke, hunte), bez sudjelovanja naroda. 
Autokracijama mogle bi se označiti istočne despocije, kneževska gospodstva u Europi od 16. do 18. stoljeća; na njih nalikuje rimski cezar i ruski car kao »samodržac svih Rusa« do trenutka, kad je Rusija krenula putem ustavnosti. Autokratskom načelu stavila se nasuprot težnja naroda, da sam odlučuje u državi ili barem da sudjeluje kod izgradnje i uređivanja državnih prilika, a ta je težnja s napretkom civilizacije i modernoga svjetskoga nazora sve to više uzimala maha.
Ova je težnja zadala teške udarce autokraciji u svim onim zemljama, u kojima postojaše neka jača politička organizacija ili razvijeniji državni poredak. Bi li se kod primitivnih naroda moglo govoriti o autokraciji, sporno je pitanje zbog toga, što u njihovoj sredini zapravo nema izgrađena državnoga poretka.
Totalitarizam je kao oblik vladavine nastao u industrijaliziranim društvima 20. stoljeća, te ide korak dalje od autokracije: s obzirom na to da u modernim društvima čitav narod sudjeluje u političkom životu, totalitarizam ne traži od naroda tek posluh, nego se indoktrinacijom nastoji svakoga pojedinca natjerati u aktivno (svojevoljno) sudioništvo u provođenju režimske politike.